# Adam Pally
Adam Saul Pally (New York, 1982. március 18. –) amerikai humorista és színész. Főként kisebb szerepekben tűnt fel, többek között a Vasember 3.-ban, a Nagyfater elszabadul-ban, az Anna és Ben-ben, a Kutya egy nyár-ban, és a Sonic, a sündisznó-filmekben.

## A kezdetek, magánélete
Adam Paul Sally Steven Pally orvos és Caryn Pally gyermekeként született New York-ban és New York városában, Chicagolandben, illetve New Jersey-ben nevelkedett. 2004-ben Pally lediplomázott a The New School University-ben. 2002 óta a New York-i Upright Citizens Brigade Theatre-ben játszik improvizációs és szkeccs-komédiát, és továbbra is fellép a színház Los Angeles-i részlegénél olyan előadásokban, mint a "Death by Roo Roo" és az "ASSSSCAT 3000". Tagja a "Chubby Skinny Kids" nevű szkeccs-komikus csoportnak Dan Gregor és Doug Mand komikusokkal, illetve tagja még a "Hot Sauce" improvizációs csoportnak is Gil Ozeri és Ben Schwartz társaságában. Van két lánytestvére, Erica és Elsa.

## Filmográfia

### Film
| Év   | Magyar cím                      | Eredeti cím                               | Szerep              | Magyar hang            |
| ---- | ------------------------------- | ----------------------------------------- | ------------------- | ---------------------- |
| 2008 | Merénylet a suligóré ellen      | Assassination of a High School President  | Freddy Bismark      | Szabó Máté             |
| 2009 |                                 | Taking Woodstick                          | Artie Kornfield     |                        |
| 2009 |                                 | Solitary Man                              | Dühös tanuló        |                        |
| 2010 |                                 | Monogamy                                  | Allen               |                        |
| 2012 |                                 | 3, 2, 1... Frankie Go Boom                | Brian               |                        |
| 2012 |                                 | Primary Exit Poiling                      | Voter               |                        |
| 2013 | Elvált Szülők Felnőtt Gyermekei | A.C.O.D.                                  | Mark                | Mészáros Máté          |
| 2013 | Vasember 3.                     | Iron Man 3                                | Gary, az operatőr   | Bozsó Péter            |
| 2013 |                                 | The To Do List                            | Chip                |                        |
| 2014 |                                 | Life After Beth                           | Diner Sommelier     |                        |
| 2014 | Menyasszony kerestetik          | Search Party                              | Evan                | Dányi Krisztián        |
| 2015 |                                 | Night Owls                                | Kevin               |                        |
| 2015 |                                 | Slow Learners                             | Jeff Lowrey         |                        |
| 2015 |                                 | Bad Night                                 | The Painter (cameo) |                        |
| 2016 | Nagyfater elszabadul            | Dirty Grandpa                             | Nick                | Zöld Csaba             |
| 2016 | Zűrös hétvége                   | Joshy                                     | Ari                 | Makranczi Zalán        |
| 2016 |                                 | Don't Think Twice                         | Robbie              |                        |
| 2016 | Életem legrosszabb éve          | Middle School: The Worst Years of My Life | Mr. Teller          | Szabó Máté             |
| 2017 | Bővérű nővérek                  | The Little Hours                          | Paolo               |                        |
| 2017 | Anna és Ben                     | Band Aid                                  | Ben                 | Horváth-Töreki Gergely |
| 2017 |                                 | Shimmer Lake                              | Reed Ethington      |                        |
| 2018 |                                 | Most Likely to Murder                     | Billy Green         |                        |
| 2018 | Kutya egy nyár                  | Dog Days                                  | Dax                 | Szabó Máté             |
| 2020 |                                 | Omniboat: A Fast Boat Fantasia            | Matt bácsi          |                        |
| 2020 | Sonic, a sündisznó              | Sonic the Hedgehog                        | Wade Whipple        | Bozsó Péter            |
| 2020 | A legfontosabb meccs            | The Main Event                            | Steve Thompson      | Makranczi Zalán        |
| 2022 | Sonic, a sündisznó 2.           | Sonic the Hedgehog 2                      | Wade Whipple        | Bozsó Péter            |
| 2022 |                                 | Who Invited Charlie?                      | Charlie             |                        |
| 2023 |                                 | Hell of a Summer                          |                     |                        |
| 2024 | Sonic, a sündisznó 3.           | Sonic the Hedgehog 3                      | Wade Whipple        | Bozsó Péter            |
| 2024 |                                 | The Gutter                                | Deli Manager        |                        |
| TBA  |                                 | O Horizon                                 | Sam                 |                        |

## További információ
- Adam Pally a PORT.hu-n (magyarul)
- Adam Pally az Internet Movie Database-ben (angolul)